# Daniel Powter
Daniel Richard Powter (Vernon, Brit Columbia, 1971. február 25. –) kanadai zenész, dalszerző. Vernonban a brit columbiai régióban nőtt fel Kanadában. A Bad Day című zeneszámával vált ismertté.

## Karrier
Gyermekkorában hegedűn játszott, aztán zongorára cserélte a hangszert. A zongorára történő váltás azért történt, mert pár gyerek állandóan zaklatta és egyszer széttörték a hegedűjét. Powter diszlexiás és ez gondot okozott neki a zenetanulásban az egyetemen. Pár év után otthagyta a tanulást, hogy folytathassa saját zenei karrierjét. Saját zenéket írt és rögzített.
Powter debütáló albuma az "I'm Your Betty" 2000-ben jelent meg. Az album tíz dalt tartalmaz, melyek közül kettő "More Than I" és a "Negative Fashion" felcsendültek egy televíziós showban a Higher Ground-ban. Powternek a zenekiadója a francia érdekeltségű BMG Music Publishing.
A "Bad Day" először Európában 2005 közepén jelent meg, ami előzetese volt a második albumnak a "Daniel Powter"-nek. Warner Bros. Records egy reklám pályázatot hirdetett meg és ezt követően ki választották a Coca-Cola reklámzenéjét, mely az európai reklámkampányban hallható. A dal a legtöbb európai országban hallható, és három csúcsot is dönt az európai rádiók listáján.[forrás?] Számos nemzeti rádióállomás listáján bekerült a Top 10-be, köztük Németországban, Írországban, Olaszországban, az Egyesült Királyságban és Ausztráliában.
Az Amerikai Egyesült Államokban a "Bad Day" volt a leginkább előadott dal az amerikai televíziós sorozat az American Idol ötödik évadjában. Powter élőben adta elő a dalt a show szezonjának utolsó előtti műsorában 2006. május 23-án. A dal első lett a Billboard Hot 100, az Adult Top 40 és az Adult Contemporary listákon. Powter volt az első kanadai szóló férfi előadó, aki az első helyezést érte el a Hot 100-as listán Bryan Adams óta (aki 1995-ben a "Have You Ever Really Loved a Woman?" című dallal jutott fel a lista élére kanadaiként). A dal Powter hazájának is a zenei listáknak az élén landolt.
2005. július 2-án Powter részt vett a Live 8 egyidejű koncertcsoport egyikén, melynek célja, hogy felhívják a figyelmet szegénységre Afrikában, és nyomást gyakorjon a világ vezetőire.
A "Bad Day" lett az ötödik Record of the Year 2005-ös listáján. 2006-ban Powter megnyerte a New Artist of the Year kategóriában a kanadai Juno Award-st, és jelölték a legjobb nemzetközi Breakthrough Act britt díjra. A "Bad Day"-t jelölték még a 2006-os Billboard Music Awards az év férfi Hot 100 előadója címre, és a Billboard Magazin ezt a dalt nevezte a 2006-os év dalának. A 2007-es Grammy-díjkiosztón Powtert jelölték a legjobb férfi énekes kategóriában.
A következő kislemez (a "Daniel Powter" volt) a "Jimmy Gets High", a " Free Loop" és "Lie to Me" című dalokat is tartalmazta, majd a világ különböző országaiban ki is adták, de közel sem lett akkora siker, mint a "Bad Day". A "Free Loop" című dal jogsértő volt az Egyesült Királyságban, így az ottani kiadását betiltották.  A következő kislemez " Love You Lately" volt, ami az előző kislemez ismételt kiadása lett volna, de ezt szintén törölték.
2008 márciusában, egy japán énekesnővel Haruval közösen énekelte fel a "Find My Way" című dalt. Szeptemberben Powter kiadta a harmadik albumát "Under the Radar" címmel.
Powter a Marcy Playground frontembere John Wozniak kérésére zongorázott "Leaving Wonderland...in a fit of rage" című szóló albumon, de az albumot most újra kiadják a zenekar nevével. Powter továbbra is hozzájárul a kiadáshoz, különösen az új album "Good Times" kiadásához.

## Diszkográfia
- 2000 – I'm Your Betty
- 2005 – Daniel Powter
- 2008 – Under the Radar
- 2012 – Turn On the Lights
- 2018 – Giants

## Külső hivatkozások
- Daniel Powter hivatalos weblapja
- Daniel Powter MySpace oldala